# Adam Johnson (Autor)

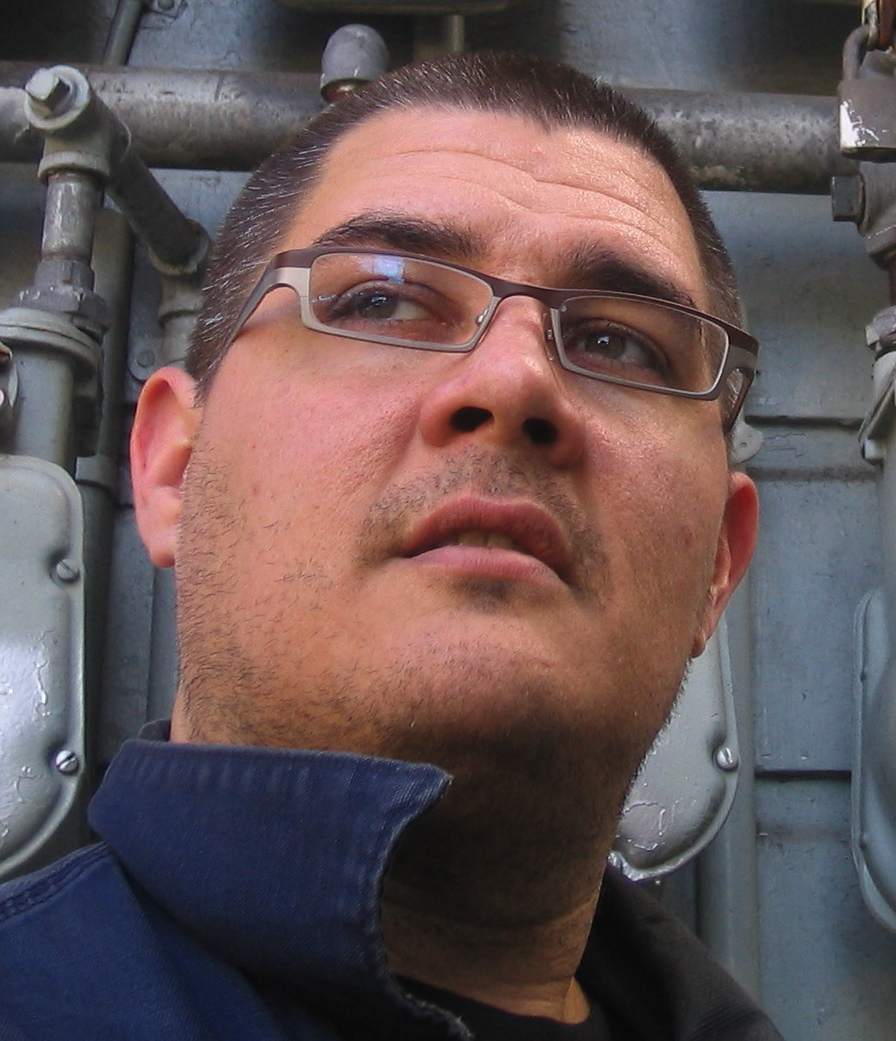
Adam Johnson (2006)

Adam Johnson (* 12. Juli 1967 in South Dakota) ist ein amerikanischer Schriftsteller.

## Leben
Adam Johnson wurde 1967 in South Dakota geboren und wuchs in Arizona auf. Sein Journalistikstudium an der Arizona State University schloss er 1992 mit dem Bachelor ab, erwarb anschließend zudem den Master of Fine Arts im Rahmen eines Schreib-Studiums an der McNeese State University, Louisiana. Im Jahr 2000 wurde er an der Florida State University promoviert. Derzeit lebt und arbeitet Johnson in San Francisco als Schriftsteller und lehrt an der Stanford University Creative Writing. Er ist Gründer des Stanford Graphic Novel Project. The Playboy Magazine erklärte ihn zu einem der einfluss- und einfallsreichsten College-Professoren der Nation.
2012 erschien in den USA sein Roman The Orphan Master's Son (deutsch Das geraubte Leben des Waisen Jun Do), der binnen weniger Tage nach Erscheinen bereits auf der Bestsellerliste der New York Times stand.
Vor Das geraubte Leben des Waisen Jun Do veröffentlichte er unter dem Titel Emporium eine Sammlung Kurzgeschichten sowie den Roman Parasites Like Us, der 2003 den California Book Award gewann. Bisher veröffentlichte Johnson in den Magazinen Harper’s Magazine, Tin House und The Paris Review, außerdem in den Anthologien Best New American Voices und The Best American Short Stories.

## Auszeichnungen
Johnson erhielt verschiedene Preise und Stipendien. 2002 wurde er von Amazon.com zum Debüt-Autor des Jahres ernannt, 2003 wählte man ihn für die von Barnes & Noble herausgegebene Buchreihe Discover Great New Writers aus. Er gewann den Gina Berriault Litery Award. Im April 2013 wurde Johnson für seinen Nordkorea-Roman The Orphan Master's Son (deutsch Das geraubte Leben des Waisen Jun Do) mit dem Pulitzer-Preis für den besten Roman ausgezeichnet. Für denselben Roman erhielt er 2013 den Dayton Literary Peace Prize. 2015 wurde er mit dem National Book Award für Fortune Smiles ausgezeichnet.

## Veröffentlichungen

### Bücher
- Emporium. Kurzgeschichten. Penguin Books, New York 2002, ISBN 978-0-14-200195-0.
  - Deutsch: Emporium. Storys. Aus dem Englischen von Peter Torberg, Liebeskind Verlag, München 2010, ISBN 978-3-935890-67-0.
- Parasites Like Us. Roman. Penguin Books, New York 2003, ISBN 978-0-14-200477-7.
- The Orphan Master's Son. Roman. Random House, New York 2012.
  - Deutsch: Das geraubte Leben des Waisen Jun Do. Aus dem Amerikanischen von Anke Caroline Burger, Suhrkamp Verlag, Berlin 2013, ISBN 978-3-518-46425-0.
- Fortune Smiles. Random House, New York 2015.
  - Deutsch: Nirvana. Aus dem amerikanischen Englisch von Anke Caroline Burger. Suhrkamp, Berlin 2015, ISBN 978-3-518-42500-8. (Sammelband mit sechs Kurzgeschichten)

### Veröffentlichungen in Zeitungen
- Hurricanes Anonymous in Tin House
- The Denti-Vision Satellite in Ninth Letter
- Cliff Gods of Acapulco in Esquire, 29. Oktober 2009[6]
- The History of Cancer in Hayden's Ferry Review
- Watertables in The Missouri Review, Nr. 3/1995[7]
- The Canadanaut in The Paris Review
- Your Own Backyard in The Southeast Review
- The Death-Dealing Cassini Satellite in New England Review
- Teen Sniper in Harper’s Magazine, März/2002[8]
- Trauma Plate in The Virginia Quarterly Review